# Möllen (Hergatz)
Möllen (westallgäuerisch: gə Mellə num) ist ein Gemeindeteil der Gemeinde Hergatz im bayerisch-schwäbischen Landkreis Lindau (Bodensee).

## Geographie
Der Weiler liegt circa drei Kilometer nordöstlich des Hauptorts Hergatz und er zählt zur Region Westallgäu. Nördlich der Ortschaft verläuft die Bundesstraße 12.

## Ortsname
Der Ortsname stammt vom Personennamen Elle und bedeutet Ansiedlung des Elle. Wegen der Präposition zum entstanden durch Agglutination die Ortsnamensformen Möllen.

## Geschichte
Möllen wurde erstmals urkundlich im Jahr 1502 mit Erharts Neser zu Mellen erwähnt. 1617 wurden fünf Häuser im Ort gezählt. 
Im Jahr 1779 fand die Vereinödung des Orts statt. 1818 wurden fünf Wohngebäude in Möllen gezählt. Der Ort gehörte einst der Reichsstadt Wangen an.

## Baudenkmäler
- Ehemalige Taverne: Zweigeschossig mit steilem Satteldach und verputztem Fachwerkobergeschoss, bezeichnet mit „1590“. Inschrift: Im Jahr 1590 ist dise Dafer gebawe worde.[2]

Siehe auch: Liste der Baudenkmäler in Möllen